# Nötmålla
Nötmålla (Atriplex sibirica) är en amarantväxtart som beskrevs av Carl von Linné. Enligt Catalogue of Life ingår Nötmålla i släktet fetmållor och familjen amarantväxter, men enligt Dyntaxa är tillhörigheten istället släktet fetmållor och familjen amarantväxter. Arten förekommer tillfälligt i Sverige, men reproducerar sig inte. Inga underarter finns listade i Catalogue of Life.